# Resolución 5/01/2020 del Consejo de Representantes de Irak
La resolución 5/01/2020 del Consejo de Representantes de Irak aprobada en la sesión extraordinaria del 5 de enero de 2020 por el Consejo de Representantes de Irak para el retiro de las tropas extranjeras y el cierre del espacio aéreo para las actividades militares estadounidenses en el país.

## Antecedentes
Tras el ataque aéreo con un dron en Bagdad el 3 de enero de 2020 en el que se asesinó al comandante general y el comandante de la Fuerza Quds de los Cuerpos de la Guardia Revolucionaria Islámica iraní (CGRI), Qasem Soleimani, y el comandante de las Fuerzas de Movilización Popular iraquí, Abu Mahdi al-Muhandis así como las numerosas manifestaciones de repudio contra las fuerzas estadounidenses en el país, la legislatura iraquí procedió a reunirse en una sesión extraordinaria para evaluar la situación y votar la determinación.

## Votación
La sesión se aplazó por varias horas hasta alcanzar el cuórum sin la presencia de representantes sunitas y kurdos. Se logró su aprobación con 169 de los 329 diputados.
La resolución aprobó cuatro puntos:
- Que el ejecutivo iraquí exija la cancelación de la ayuda prestada a la coalición internacional contra el autodenominado Estado Islámico liderada por Estados Unidos.
- Poner fin a la presencia de fuerzas extranjeras en su territorio y evitar que se use sus espacios aéreo, terrestre o marítimo para cualquier finalidad.
- que el ejecutivo iraquí acuda a la ONU y su Consejo de Seguridad para presentar una queja contra Estados Unidos por las graves violaciones cometidas contra la soberanía y la seguridad iraquíes.
- La decisión será implementada a partir de la fecha de la votación.

La salida debe ser ratificada por el primer ministro en funciones, Adil Abdul-Mahdi.